# Agrotis umbra
Agrotis umbra är en fjärilsart som beskrevs av Emilio Berio 1936. Agrotis umbra ingår i släktet Agrotis och familjen nattflyn. Inga underarter finns listade i Catalogue of Life.